# Monsieur Beaucaire (film, 1924)
Pour plus de détails, voir Fiche technique et Distribution.
Pour les articles homonymes, voir Monsieur Beaucaire.
Monsieur Beaucaire est un film américain produit par Paramount, réalisé par Sidney Olcott d'après le roman Monsieur Beaucaire de Booth Tarkington et sorti en 1924. Il signe le grand retour à l'écran de Rudolph Valentino.

## Synopsis
Le Duc de Chartres est amoureux de la princesse Henriette, mais elle repousse ses avances. Il s'enfuit en Angleterre sous le nom de M. Beaucaire, et vit comme un roturier. Il force le Duc de Winterset à le présenter à Lady Mary, dont il est tombé amoureux.

## Fiche technique
- Réalisation : Sidney Olcott
- Scénario : Booth Tarkington d'après son roman
- Costumes : Georges Barbier, Natacha Rambova
- Distribution : Paramount
- Durée : 106 min
- Dates de sortie : 
  - États-Unis : 11 août 1924
  - France : 25 septembre 1925 (Lille)[1]

## Distribution

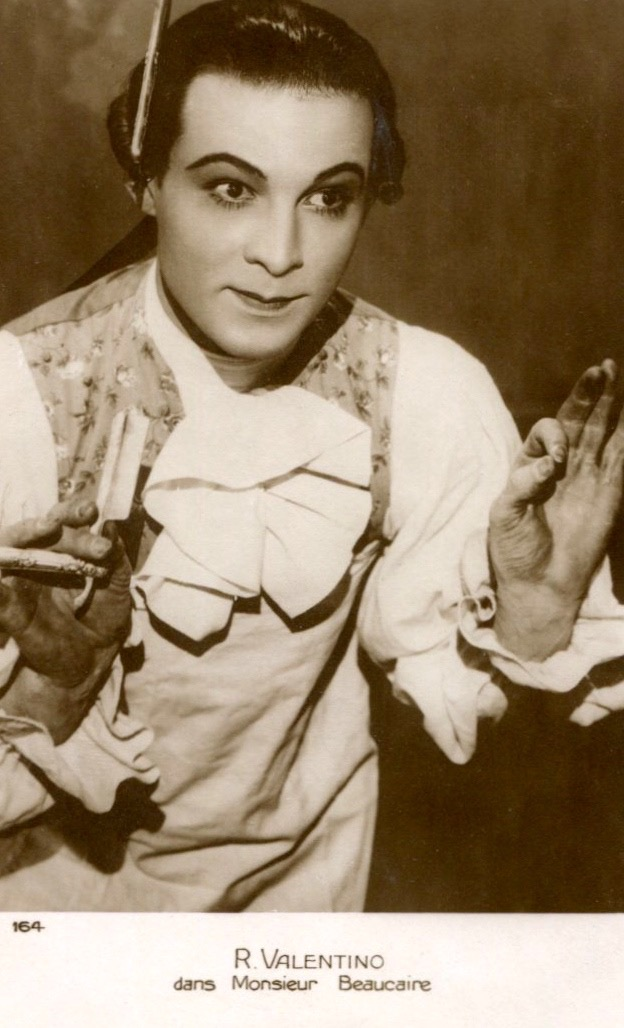
R. Valentino, Monsieur Beaucaire

- Rudolph Valentino : Duc de Chartres / Beaucaire
- Bebe Daniels : Princesse Henriette
- Lois Wilson : Reine Marie de France
- Doris Kenyon : Lady Mary
- Lowell Sherman : Roi Louis XV
- Paulette Duval : Madame de Pompadour
- John Davidson : Richelieu
- Oswald Yorke : Miropoix
- Flora Finch : Duchesse de Montmorency
- Ian Maclaren : Duc de Winterset
- Frank Shannon : Badger
- Florence O'Denishawn

Et, parmi les acteurs non crédités :
- André Daven : Duc de Nemours
- Brian Donlevy : invité du bal
- Nat Pendleton : barbier

## Autour du film
Monsieur Beaucaire marque le retour au cinéma de Rudolph Valentino après deux ans d'absence.
Pour ce film dont l'action se situe à la cour du roi de France Louis XV, l'atmosphère est résolument française et francophone. Il y a la danseuse française, Paulette Duval, dont c'est le premier rôle dans un film américain; le Belge André Daven, frère de Valentino dans le film, engagé pour sa ressemblance avec le Latin lover; le Nantais Georges Barbier dessine les 350 costumes du film. Les dialogues du film ont été rédigés en français pour plus de réalisme. Valentino parle le français, de même que Bebe Daniels, Lowell Sherman et Sidney Olcott.

## Adaptations
Monsieur Beaucaire fait l'objet d'une parodie : Monsieur Don't Care, une comédie de Stan Laurel alias Rhubard Vaselino, produite par Joe Rock pour Standard Cinema Corporation.
Le biopic Rudolph Valentino, le grand séducteur (1951), produit par Columbia Pictures, réalisé par Lewis Allen avec Anthony Dexter contient une séquence consacrée à Monsieur Beaucaire.
Sidney Olcott apparaît dans le Valentino de Kurt Russell sous les traits de John Justin. Le film produit en 1977 avec Rudolf Noureev dans le rôle titre. Une séquence forte. Sur le plateau de Monsieur Beaucaire lors d'une scène entre Valentino et Lorna Sinclair (Penny Milford), des techniciens laissent tomber du haut des cintres une houppette, signifiant ainsi que l'acteur est homosexuel. Scandale! Poussé par son épouse Natacha Rambova, Rudy quitte le plateau. Pour donner le change, il honore Lorna... Dédouané, le tournage peut reprendre. Au grand soulagement de Jesse L. Lasky et d'Olcott.